# Plays Metallica by Four Cellos
Albums de Apocalyptica
Inquisition Symphony
(1998)
Plays Metallica by Four Cellos est le premier album du groupe de heavy metal Apocalyptica, sorti en 1996. Il contient  huit reprises de morceaux de Metallica arrangés pour et joués par quatre violoncelles (comme le titre l'indique).
]
L'album se caractérise par un son de violoncelle très brut, volontairement "sale" sur certains morceaux (Enter Sandman par exemple), et quasiment dépourvu de tout effet.

## Liste des pistes
| No | Titre                     | Durée |
| -- | ------------------------- | ----- |
| 1. | Enter Sandman             | 3:43  |
| 2. | Master Of Puppets         | 7:18  |
| 3. | Harvester Of Sorrow       | 6:16  |
| 4. | The Unforgiven            | 5:23  |
| 5. | Sad But True              | 4:50  |
| 6. | Creeping Death            | 5:09  |
| 7. | Wherever I May Roam       | 6:09  |
| 8. | Welcome Home (Sanitarium) | 5:51  |